# DISORDER6
『DISORDER6』（ディスオーダー シックス）は、5pb.より2013年8月22日に発売されたPlayStation 3とXbox 360用ソフト。

## 概要
5pb.が嘗て発売した『DUNAMIS15』に続くサスペンス・フィクションアドベンチャー第二弾である。前作がループを通じて少年達の心の闇と成長を描いたのに対し、今作は記憶喪失の主人公と多重人格者であるヒロインの逃走劇を描く。前作と作風も大きく異なり、ラブコメ色が強くなっている。前作との設定上の明確な繋がりは示されてはいない。

### シナリオ構成
シナリオは全6チャプターで構成され、大きな分岐は無くほぼ一本道である。選択肢を間違えるとバッドエンドになる事がある。選択肢によっては途中でヒロインの別人格の一つとエンディングを迎える場合もある。二回目以降のプレイでは警察側の視点によるショートエピソードがシナリオの合間に追加される。一周目では最後まで進めてもノーマルエンドで終わってしまうが、それによって新たな分岐が最終盤に出現し、スタッフロールの流れるトゥルーエンドを迎えられる。また、クリア後は更に別のエンディングへの分岐も出現する。

## あらすじ
ある夜、少年は目が覚めると、少女と鎖でつながれていることに気付いた。少女はシーナと名乗り、少年をジョーと呼ぶが、少年にはそのような記憶はなかった。
白衣の女性の死体を見つけた後、二人がいる倉庫のような建物に火がつき、二人はその場から脱出した。
逃げた後、二人はコバヤカワ刑事に出会い、二人が殺人事件の重要参考人であることを告げられた。目覚めるまでの記憶のない二人は、このままでは不利だと考えそのまま逃走した。

## 登場人物

### 主人公とヒロイン
ジョー
声 - 小野賢章
主人公。優柔不断な少年。目が覚める以前の記憶を全て失っている。意志薄弱でM男気質の所為でいつもシーナの別人格達に振り回される。当初は記憶喪失から来る不安もあり、不可解な存在であるシーナに恐れを抱いていたが、行動を共にするうちにやがて彼女の人格達への信頼が芽生えると共に、シーナ自身の存在がジョーの中で大きくなって行く。
正体はミシマ ゲンジの息子であり、ミシマ財閥の跡取り。記憶を失う前は医学を志しており、シーナとは幼馴染であると同時に彼女の主治医の一人であった。父が記憶の移植を目論んでいる事を知り、抵抗はしていたものの二度目の移植失敗の後遺症で記憶喪失となっていた。
物語終盤で真相を知っても記憶が完全に戻る事は無かったが、父を救う為に身を挺して粃を止め、彼女の妄念を晴らし、シーナを取り戻す事に成功する。事件後は記憶を失ったシーナに「一緒に生きて行こう」と告げた。
クリア後に分岐可能になるヒナコエンドのルートではミシマ邸に帰る事を拒否し、復活したヒナコ達に付き添って事件の結末を見届けた。
シーナ
声 - 早見沙織
ヒロイン。ジョーと鎖でつながれた少女。ジョーに関する断片的な記憶以外の記憶を失っている。パンクファッションの見た目とは裏腹に大人しい性格でジョーを慕っているが、DID患者であり多数の人格を有する。他の人格達がDIDを大なり小なり認識しているのに対して、主人格であるシーナ自身は自分の中に別の人格がある事自体に気付いていない。
身寄りが無く、幼い頃からDIDの兆候があった為にミシマによって引き取られ、その息子であるジョーの幼馴染として病院の中で育った。しかし作中では元よりゲンジによってユミコの器とするべく生み出された存在である事が示唆されており、DIDは記憶移植によって生じた障害であると語られる。幼い頃は本来のシーナとして育ったものの、現在までは長い間粃に体の主導権を握られていたらしく、物語冒頭まではシーナとしては何年も表層していなかった。つまり記憶の大部分は失ったのではなく、元々無かったのである。
終盤、粃の策略で他の人格諸共消滅するが、ジョーが粃を救った事で統合した人格として復活。しかし植え付けられたユミコの人格が直後に発現し、ゲンジの元へ向かってしまう。倒壊した病院から救出はされたが、ジョーと逃避行を繰り広げた期間の記憶を失っており、ジョーと再会した時には物語冒頭と同じく「数年ぶりに再会した」かのような反応を見せた。
ヒナコエンドでは全てが終わった後に唐突に粃から戻り、ジョーと共にヒナコのチームに身を寄せる。
マリカ
暴力的で傲慢な人格。ジョーを下僕として扱き使うばかりか、この世の人間は全て自分の下僕と思い込んでおり、誰に対しても高圧的な態度を取る為に周囲とのトラブルが絶えない。実力行使によってジョーとシーナを護るべき状況になると発現するとされ、ジョーを散々痛めつけて振り回しながらも襲い来る脅威から彼を護り続ける。
個別エンディングでは、ジョーが宝くじを当てたことで彼と豪遊生活を送る。
ハヤト
唯一の男性人格。キザな性格で、女性相手では誰彼構わず口説く癖がある。肉体がシーナである為、何も知らない人間からすれば少女の身でありながら女性を口説いているように思えてしまう。話術でジョーとシーナを護るべき状況になると発現するとされる。
ストーリー後半、女装したジョーと共に自身は男装してミックスバーで働くが、個別エンディングに入ると二人ともそのまま本職にしてしまう。
ユーノ
幼い子供の人格。本人曰く5歳。我が儘な甘えん坊であり、空腹になると駄々っ子のように暴れ出す。複数人分の食料を一人で平らげてしまうほどの大食らいだが、あくまで身体はシーナのものである為、彼女が飲食した後に人格が交代すると交代後の人格がその代償を受けてしまう。マリカやハヤトと違い、単に甘えたくなると発現すると言う。
個別エンディングでは中華料理の修行を始めたジョーに付き添う。
ナヴィ
無口で無気力な人格。喋ったとしてもネガティブな事を呟くのみだが、無理に触れようとすると狂ったように暴れ出す。シーナが心の底から絶望した時に発現するとされる。本編中は極めて出番が少なく、エンディングも存在しない。
粃（しいな）
シーナの管理人格。各人格の記憶をある程度把握する事が可能。他の人格では対処しきれない事態に陥った際のみ発現するとされる。常に冷静沈着で分析力に長けており、あらゆる状況で的確な判断が下せる。ジョーにとっても最も頼りになる存在であるが、言葉や態度の節々に氷のような冷徹さが見え隠れし、ジョーは他の人格のような温かさを感じないと評している。物語終盤、その本性を露にし、人格統合と嘯いて他の人格を消し去る事でシーナの肉体を独占する。
その真の目的はゲンジに愛される事。元々、移植実験の失敗で絶望したゲンジの行動によって生まれた人格であり、それが原因でゲンジに狂気的な偏愛を寄せ、「愛される」「自分は愛されていると思い込む」事に固執するようになる。その為に策を巡らし、セオの醜聞を利用して彼女が共謀を持ちかけるように仕向け、記憶を失ったジョーと手錠で繋がる事で自分の体とジョーを人質にしつつ、他人格の消去とゲンジの愛を得るという目的を果たそうとした。アユミはゲンジから「粃は殺人鬼」と知らされていたが、実際は誰一人殺していない。マキは「粃から逃れたいが為にそのような嘘を吐いたのではないか」と推測している。
終盤、病院地下の研究施設を襲撃し、記憶移植装置を破壊し、更にユミコを殺害する事でゲンジの目を自分だけに向けようと目論む。しかしゲンジに完全に拒絶された事で彼を殺そうとしたがジョーに阻止され、ジョーがシーナの別人格に過ぎない自分達を一人の人間として受け入れ、愛すると告げた事で妄念が晴れ、シーナの人格へと溶けていった。
個別エンディングでは、ジョーの中にゲンジの人格が目覚めたことで彼に奴隷のように傾倒する。
ヒナコエンドのルートではゲンジが逮捕された後にミシマ邸に現れるが既に後の祭りであり、自身の計画が全て水泡に帰したことで散々嘆いた挙げ句何故かシーナに戻った。

### 街の住人
トガシ ヒナコ
声 - 真田アサミ
暴走族「クリムゾン・ゲイル」の元頭であり、地元の顔役ともいえる、赤毛の女性。ジョー達（マリカ）が舎弟達と揉め事を起こしている際に知り合い、彼らにバイクを奪われた挙げ句、住処に勝手に入り込まれた事から一時は一触即発の状況に陥った。マリカにチキンレースに負け且つ命を救われ、その後のタイマンの殴り合いを経て和解。以来、ジョーとのシーナの保護者的存在となる。自分を負かしたマリカを「姉貴」と敬うが、その肉体の持ち主がDIDと言う事で、とりあえず人格を問わずにシーナを「姉貴」と呼ぶようになる。
物語後半、マリヲの襲撃によってタツを喪った上に自身も重傷を負う。その後病院に担ぎ込まれて退場する。
トゥルーエンド後には彼女自身が主役となるルートが解禁される。そちらでは復活して仲間と共にジョーの前に再び現れ、マリヲとアユミを屈服させる。その後、暴走族のメンバーに招集を掛けて黒幕の下へ殴り込み、本来のルートとは全く違う形で事件を終結させた。
タツ
声 - 櫻井トオル
ヒナコの舎弟其の1。いかにもヤンキーな見た目だが、実際はお調子者で気のいい性格。ジョーの良き兄貴分となる。シーナの人格では特にユーノと仲良くなり、彼女の為にぬいぐるみを用意したりしていた。しかし最期はマリヲによって殺害される。
ヒナコエンドでは最後に幻として登場。ジンナイと共に空からジョー達を見守っていた。
ヤス
声 - 箭内仁
ヒナコの舎弟其の2。冷静沈着な頭脳派で、事あるごとに長々と講釈を垂れる。
マリヲ襲撃の際、タツを殺されてヒナコにも重傷を負わされた怒りからジョー達と共にマリヲの指定した場所に向かうが、そこで気絶させられてしまう。以降は出番が無いが、ヒナコエンドのルートではヒナコ等と共に再び現れ、本編では見せなかった高い格闘能力を披露する。
ルミ
声 - 古川かおり
ヒナコの舎弟其の3。「ルミたん」を自称する、喜怒哀楽の激しい今時のヤンキー少女。ジョー達との初対面時、発現したハヤトに口説かれて相手が男性人格である事も判らないままその気になってしまったが、後にハヤトの無節操さを知った事で激怒。ジョー達を迎えた後もハヤトに対しては警戒心を解いていない。
マリヲ襲撃の際にダテに連絡してしまった事でジョー達が逮捕される切っ掛けを作ってしまう。逮捕されていくジョー達に泣きながら謝るシーンが最後の出番となるが、ヒナコエンドのルートでは再登場。武術の心得は無いらしく、ミシマ邸での戦いではジョーと一緒に逃げ回っていた。
サオトメ アユミ
声 - 明坂聡美
家出少女。家事を得意としている。ジョー達がレストランで食事をしていた際に食い逃げしようとした所をマキに取り押さえられ、以来事情を知ったヒナコの元に身を寄せる。ジョーに特別な感情を抱いている節がある。身体のあちこちに痣がある事から厳しい環境に居た事がうかがえ、ヒナコにも親身に接せられる。
その正体はミシマ ゲンジの命で汚れ仕事を行う「掃除人形」であり、マリヲの姉。謎の女の正体であり、ジョーを影から守っていた。優しく家庭的な性格は本物だが、任務とあらば人殺しも辞さない冷徹さも併せ持つ。また、身体の痣は訓練で付いたものとわざと付けたもので、ヒナコの同情を買う為の工作だった。家事が堪能なのはミシマ家の召使でもあった為。しかし正体を隠している段階でボロを出したり、マリヲを抑えられず暴虐を許したりなど、その能力には疑問符が付く立ち回りが目立つ。食い逃げの件も、マリヲの所為で後手に回り続けたが為に直接ジョーと接触するべく已む無く行ったのであった。任務は「殺人鬼の粃からジョーを護ること」と「記憶喪失の治療の為にジョーを連れ戻すこと」であったがどちらもゲンジの虚構であり、前者はそもそも粃は人殺しなどしておらず、後者はジョーの治療ではなく記憶移植の為であった。
終盤、粃の策略でシーナを失い絶望するジョーをミシマ邸へと連れて帰る。その後は自分の知り得る真実を話したり、セオのカルテのデータを無断で持ち出して提供するなどジョーに助力する。ゲンジがジョーへの記憶移植を強行すると主に背いてジョーを助けようとしたものの逆に拘束され、後にマリヲに救出される。エンディングでは病室でシーナに付き添っていた。
ヒナコエンドのルートではジョーをミシマ邸に連れ帰ろうとした所をヒナコ達に阻止され、元々抱いていた罪悪感も相俟って今までの所業の報いを受ける事を決意し、黒幕であるゲンジの元への案内を務める。最後はジョーに「ずっと好きだった」と告白し、マリヲと共に警察に出頭した。
トゥルーエンド後では彼女とエンディングを迎える事も可能だが、ハッピーエンドとは程遠い結末に終わる。
キューティー
声 - 間宮康弘
ヒナコの知り合いであるミックスバー経営者のオカマ。濃い化粧と派手な装飾品、金髪が特徴。金にがめつい。ジョーとシーナ（ハヤト）をそれぞれ女装、男装させて自分のバーで働かせる代わりに彼らを警察から匿った。
ヒナコエンドのルートではヒナコ達と共に再登場し、強引にミシマ邸での戦いに連れて行かれる。
マキ
声 - ゆかな
ヒナコがよく行くファミレス「ロイヤル・フレッシュ」のウェイトレスで、ジョーたちの協力者となる。まるでくのいちのような身のこなしを見せる謎の女性。
ヒナコエンドのルートで再登場し、ミシマ邸での戦いに同行した。
ジンナイ
声 - 今井麻美
ヒナコとコバヤカワの知り合いである闇医者で、彼女達の縁でジョー達の診察をすることになった。シーナがDIDである事をジョーに告げる。自分達の事が何も判らず常に不安と混乱に苛まれていたジョーにとって大きな安堵を与えてくれた存在だったが、最期はマリヲに襲われ、ジョーに「シーナを守れ」と言い残して死亡する。

### ミシマ財閥関係者
マリヲ
声 - 下田麻美
おねえさまこと謎の女につき従い、ジョーたちを追いかける少年。善悪の概念に乏しく、人殺しすら厭わない。ゴスロリ衣装のため性別を間違われやすい。
物心つく頃からミシマの下で殺し屋「掃除人形」として育てられた為、心の痛みを全く理解できておらず、殺人に対して一切の罪悪感を持たない（これは訓練上で意図されたもの）。本来であればジョーを保護する役目を負っていたが、溺愛するアユミがジョーに好意を抱いてたことから彼に嫉妬し、保護対象であるはずのジョーを殺そうと付け狙っていた。
作中ではジョーを追い詰めるべく、彼の恩人ばかりを狙って何人も手に掛ける。物語終盤、アユミに叱責されつつも全く反省の色を見せなかったが、「ジョーを殺すなら先に私を殺せ」と脅された事でジョー殺害を諦める。以降は拘束されたジョーの危機を救い、病院に避難勧告を出して職員や患者を避難させ、粃の仕掛けた爆弾の解除に向かっていたが解除しきれなかった爆弾によって病院は崩壊する。その後、アユミと共にジョーを助けに来たが、彼が今までの行為を顧みたり報いを受ける事は最後まで無かった。
ヒナコエンドのルートではアユミを傷つけられそうになった事で初めて心の痛みを理解して改心し、ミシマ邸での戦いではヒナコ達に協力。最後はアユミと共に警察に出頭した。
謎の女
マリヲを連れ歩く覆面の女で、彼から「お姉様」と呼ばれている。ジョーを殺そうとするマリヲとは対照的に、幾度と無くジョーの前に現れては彼を助ける。マリヲを静止できる唯一の存在であるが、自身の目の届かない所ではマリヲの暴挙を許してしまっている。その正体は彼の姉のアユミである。
ミシマ ゲンジ
声 - 楠大典
ミシマ財閥の総帥であり、ジョーの父親。そして一連の事件の元凶である。元々は人格者であったが、妻が暴漢に襲われて植物人間にされて以来、妻ともう一度愛し合うと言う目的の為に良心を捨て、非人道的な行為の数々に手を染めるようになってしまった。
難病で余命幾許も無いが故に、息子であるジョーに自分の記憶を、器として用意したシーナに妻の記憶を植え付ける事で、夫婦揃って若く健常な肉体を得ようと画策していた。しかしその結果、粃の人格を生み出し、ジョーも記憶喪失に陥らせ、更にはセオの反逆によって今回の事件へと発展した。
終盤、屋敷に戻ってきたジョーに当初は穏やかに父として接するもやがて本性を現し、三度目の記憶の移植を強行する。しかし粃の襲撃で失敗し、ユミコの眠る研究室で粃に言い寄られるもこれを拒絶した事でナイフを向けられるが、ジョーによって助けられる。その後、マリヲが解除し損ねた爆弾で病院が崩れる中、非道な行為に出た自分をジョーが助けようとしたことで自分の過ちを顧み、ジョーに逃げるように訴える。最期は崩れ行く病院の中で、シーナの中で覚醒したユミコとの邂逅を果たし、地獄での再会を約束して息を引き取る。
ヒナコエンドのルートでは屋敷に乗り込んできたヒナコ達にガードを嗾けるが、ヒナコに殴られた上で諭され、人の心を思い出して改心。せめてもの償いとしてヒナコの傷の治療を行い、ジョーには自分が死んだらユミコと共に荼毘に付す事を託してコバヤカワ達に連行された。
セオ アケミ
声 - 庄子裕衣
ジョーとシーナが目覚めた倉庫で死んでいた女性。『DUNAMIS15』の悪役だった妹尾梓と同じ読みの名字を持ち、声も外見も同じだが、関係は最後まで不明。
ミシマの病院に勤務する医師であり、一部門の研究所長。シーナの主治医でもあった。優秀な研究者だが妹尾と同様に極めて利己的且つ悪辣な性格であり、シーナ（粃）に対しても相当な暴虐を働いていた模様。記憶移植をゲンジに持ち掛けた張本人でもある。粃の策略でその事実をゲンジに知られた事で失脚するが、研究を続ける為の新たな舞台へと移るべく、粃の目論見通り彼女と共謀してジョーを人質に逃亡を図った。その後、機密の漏洩を阻止するべくゲンジの命を受けたアユミに殺害された（元より粃はセオは用済みになったら始末するつもりだった）。
ミシマ ユミコ
声 - 早見沙織
ゲンジの妻であり、ジョーの母。ジョーを身籠っていた時に暴漢にナイフで刺され、命こそ落とさなかったものの、生まれて来た息子の顔を見る事もなく植物状態のまま眠り続けている。その姿はシーナを成長させた姿そのもの。ゲンジ曰く「正義感が強く曲がった事が嫌いで、女らしい柔らかさもある凛とした女」。実は記憶の移植は成功しており、既にシーナの中にユミコとしての人格は存在している。しかし肉体には既にシーナという確立した個の人格が存在していた為、ゲンジを諦めさせる為に敢えて深層へと潜んでいた。しかしユミコの人格の存在がシーナに幾つもの人格が発現する原因になってしまっていた。クライマックスにてジョー達が病院を脱出する寸前に初めて表層化し、ゲンジの元へと向かう。十数年もの時を経て夫と邂逅し、シーナをジョーの元へと返して消滅する。

### 警視庁関係者
コバヤカワ
声 - 岩男潤子
警視庁捜査一課の刑事。強い正義感にあふれて手段を択ばない性格ゆえ周りから浮いている。ジョーとシーナをセオ殺害の容疑者として執拗に追い回す。
事件後はジョーに容疑がとりあえず晴れた事と、この事件の真相を掴んでみせると言う決意を告げて去って行った。ヒナコエンドのルートではヒナコ等と共闘し、黒幕であるゲンジを逮捕した。ハヤトエンドにもダテと共に登場しており、ジョー達とドタバタの追跡劇を続けていく。
二回目以降のプレイでは彼女とダテの視点がシナリオの随所に挟まれ、その時彼女達が何をしていたのかが判るようになる（エンディングを迎える必要は無く、ショートシナリオ発生地点が既読であれば良い）。
シマヅ
声 - 池田秀一
コバヤカワの先輩。今回の事件の背後を独自に調査しており、コバヤカワに助言を送るが、最後はこの件から手を引くように伝える。実はユミコの事件の際に警護を担当しており、その時の暴漢を逮捕した刑事である。
ヒナコエンドのルートでは登場はしないものの、ヒナコ達に情報を流していた事が語られる。
ダテ
声 - 樋口智透
コバヤカワの同僚で、彼女にとってのブレーキ役。FBIでプロファイリングの研修を終えた身であり、一課への着任早々コバヤカワの相棒となった。

## 主題歌
オープニングテーマ「幻術のクロスロード」
作詞・作曲 - 志倉千代丸 / 編曲 - 奥山アキラ / 歌 - 彩音
エンディングテーマ「Tender Is The Night」
作詞 - 漆野淳哉 / 作曲 - 桐岡麻季 / 編曲 - 酒井陽一 / 歌 - 今井麻美

## Webラジオ
『DISORDER6〜鎖で繋がれたRADIO〜』は、2013年6月13日から2013年9月5日まで音泉とHiBiKi Radio Stationにて配信されていたWEBラジオ番組。パーソナリティは、小野賢章（ジョー 役）と真田アサミ（ヒナコ 役）。隔週木曜配信。
ゲスト
- 第01回 早見沙織（シーナ 役）
- 第02回 明坂聡美（アユミ 役）
- 第03回 岩男潤子（コバヤカワ 役）
- 第04回 古川かおり（ルミ 役）、西村（DISORDER6プロデューサー）
- 第05回 下田麻美（マリヲ 役）
- 第06回 彩音（オープニング主題歌担当）
- 第07回 早見沙織（シーナ 役）、水野（宣伝担当）